# Bävertjärnarna, Jämtland
Bävertjärnarna är en sjö i Östersunds kommun i Jämtland och ingår i Indalsälvens huvudavrinningsområde.